# Live in Vienna (King Crimson)
Live in Vienna is een livealbum van King Crimson. Het album werd uitgegeven in de vorm van een bundeling van drie compact discs. Twee daarvan zijn gewijd aan de registratie van het concert dat de band gaf op 1 december 2016 in MuseumsQuartier  te Wenen. Het derde schijfje laat afhankelijk van de persing andere opnamen horen. Het album werd namelijk eerst in een beperkte oplage uitgegeven in Japan; deze versie had ook een alternatieve titel: Live in Vienna 2016/Live in Tokyo 2015 en verscheen in 2017. De versie die via het eigen platenlabel van King Crimson wereldwijd werd uitgegeven in april 2018 werd uitgegeven bevat opnamen van een uitvoering in Kopenhagen van het nummer Fractures dat de band al lange tijd niet had gespeeld, de toegiften uit Wenen en bewerkingen. 

## Musici
Voor de bijbehorende concertreeks was King Crimson uitgebreid tot zeven man:
- Robert Fripp – gitaar, toetsinstrumenten
- Jakko Jakszyk – gitaar, zang
- Tony Levin – basgitaar, Chapman Stick
- Mel Collins – saxofoon, dwarsfluit
- Pat Mastelotto – drumstel
- Jeremy Stacey – drumstel, toetsinstrumenten
- Gavin Harrison drumstel

## Muziek
| Nr. | Titel                                                 | Duur |
| --- | ----------------------------------------------------- | ---- |
| 1.  | Walk on: Monk morph music in the chamber              | 2:31 |
| 2.  | The hell hounds of Krim                               | 3:39 |
| 3.  | Pictures of a city                                    | 8:40 |
| 4.  | Lizard (The battle of class tears, part I: Dawn song) | 2:19 |
| 5.  | Suitable ground for the blues                         | 4:46 |
| 6.  | VROOOM                                                | 5:13 |
| 7.  | The construkction of light (part I)                   | 6:37 |
| 8.  | The court of the crimson king                         | 7:18 |
| 9.  | The letters                                           | 6:14 |
| 10. | Sailor’s tale                                         | 6:18 |
| 11. | Interlude                                             | 2:45 |
| 12. | Radical action II                                     | 2:15 |
| 13. | Level five                                            | 7:28 |

| Nr. | Titel                              | Duur  |
| --- | ---------------------------------- | ----- |
| 1.  | Fairy dust of the drumsons         | 1:42  |
| 2.  | Peace: An end                      | 1:54  |
| 3.  | Cirkus                             | 7:32  |
| 4.  | Indiscipline                       | 8:50  |
| 5.  | Epitaph                            | 8:47  |
| 6.  | Easy money                         | 10:07 |
| 7.  | The devil dogs of Tessallation Row | 3:03  |
| 8.  | Red                                | 6:41  |
| 9.  | Meltdown                           | 4:16  |
| 10. | Larks’ tongue in Aspic: Part two   | 7:00  |
| 11. | Starless                           | 13:03 |

| Nr. | Titel                           | Duur  |
| --- | ------------------------------- | ----- |
| 1.  | Heroes                          | 5:23  |
| 2.  | Fracture                        | 10:56 |
| 3.  | 21st Century schizoid man       | 13:07 |
| 4.  | Schoenberg softened his hat     | 11:45 |
| 5.  | Ahriman’s ceaseless corruptions | 6:04  |
| 6.  | Spenta’s counter claim          | 0:58  |

| Nr. | Titel                                              | Duur |
| --- | -------------------------------------------------- | ---- |
| 1.  | Walk on: Soundscape                                |      |
| 2.  | Lark’s tongue in Aspic: Part One                   |      |
| 3.  | One more red nightmare                             |      |
| 4.  | A scarcity of miracles                             |      |
| 5.  | Banshee legs bell hassle                           |      |
| 6.  | Radical action (To unseat the hold of monkey mind) |      |
| 7.  | Radical action II                                  |      |
| 8.  | Peace                                              |      |
| 9.  | The talking drum                                   |      |
| 10. | 21st Century schizoid man                          |      |